# Tavevele Noa
Tavevele Noa (Tuvalu, 20 april 1992) is een Tuvaluaans atleet, die is gespecialiseerd in de sprint. Hij nam eenmaal deel aan de Olympische Spelen, maar bleef bij die gelegenheid ver verwijderd van de medailles.

## Loopbaan
Noa nam op twintigjarige leeftijd deel aan de Olympische Spelen van 2012, waar hij uitkwam op de 100 m. Met een tijd van 11,55 s sneuvelde hij in de voorrondes.

## Persoonlijke records
| Onderdeel     | Prestatie | Datum           | Plaats    |
| ------------- | --------- | --------------- | --------- |
| 60 m (indoor) | 7,61 s    | 9 maart 2012    | Istanboel |
| 100 m         | 11,55 s   | 4 augustus 2012 | Londen    |